# Bęben rewolwerowy

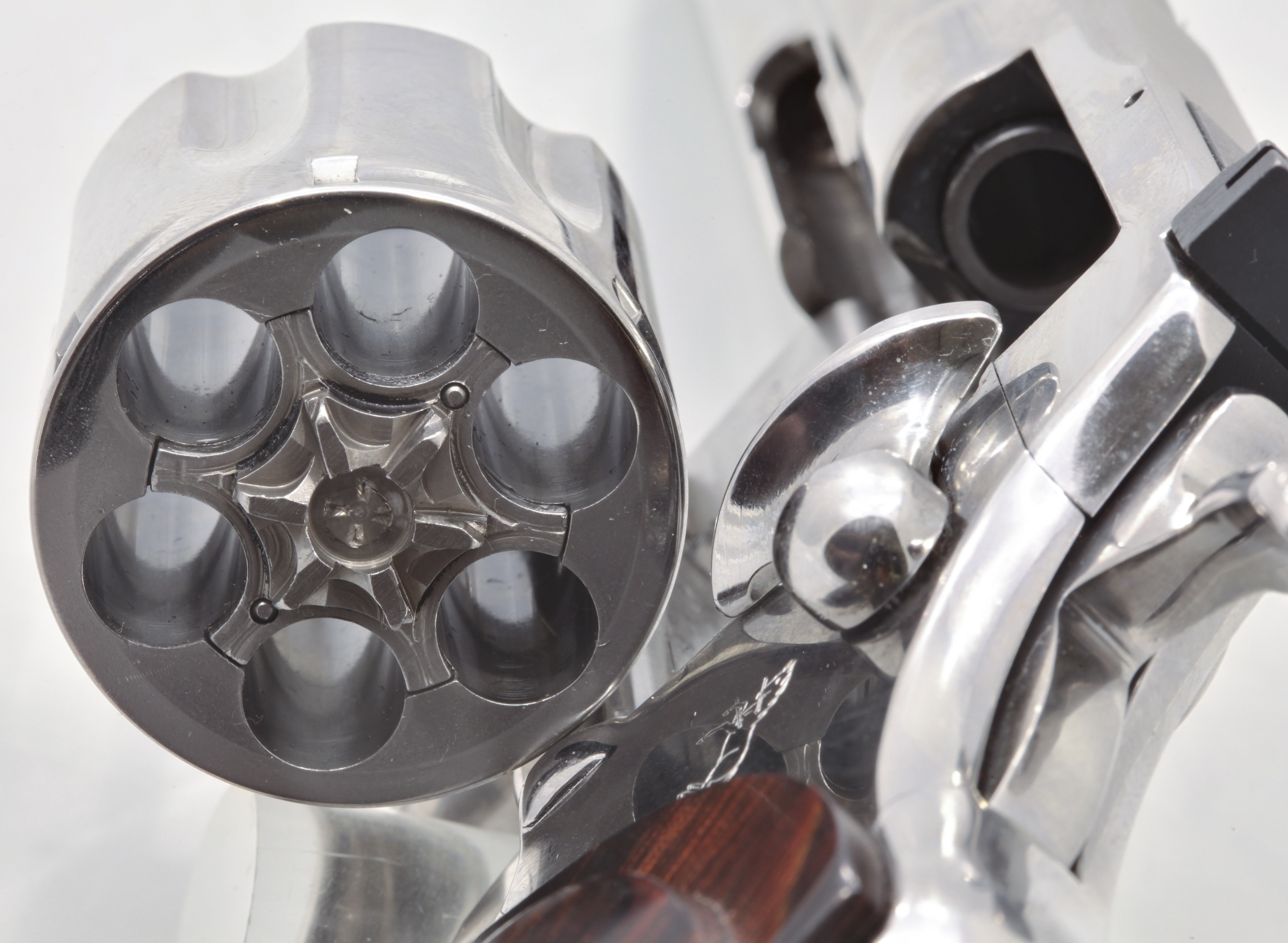
Bęben rewolweru wychylony na bok do ładowania

Bęben rewolwerowy – część broni palnej w formie walca z szeregiem równoległych względem lufy otworów, będących komorami nabojowymi. Bęben rewolwerowy pełni funkcję analogiczną do magazynka.
Najczęściej jest to element rewolwerów (stąd nazwa), jednak bywa również wykorzystywany w innych konstrukcjach broni strzeleckiej jak np. karabiny, strzelby czy granatniki.